# Canadiens en France
Les Canadiens en France sont des personnes nées au Canada, ou naturalisées canadiennes, ou qui sont nés en France de parents canadiens qui ont émigré en France, surtout du Canada français. Ceux de la province de Québec sont parfois connus comme Québécois en France et les Acadiens, une immigration récente, des Acadiens en France.

## Démographie

### Taille de la population
En 2020, la communauté canadienne en France est estimée à environ 17 000 Canadiens.

## Personnes notables
- Kim Campbell
- Nathalie Dechy
- Diane Dufresne
- Deanna Durbin
- Marlène Harnois
- Félix d'Herelle
- Garou
- Chilly Gonzales
- Vanessa James
- Axelle Lemaire
- Charlotte Le Bon
- Jack Pickford
- Mary Pierce
- Jean-Guihen Queyras
- Hubert Reeves
- Natasha St-Pier
- Emmanuelle Vaugier
- Zaho